# Sánglí
Sánglí (maráthsky सांगली) je město v Maháráštře, jednom z indických svazových států. K roku 2011 mělo přes půl miliónu obyvatel.

## Poloha
Sánglí leží na řece Krišně, přítoku Bengálského zálivu. Od Bombaje je vzdáleno přibližně 400 kilometrů jihovýchodně.

## Hospodářství
Sánglí je největším asijským trhem s kurkumou. Je zde mnoho cukrovarů.